# 张晤晨
张晤晨（1915年—1995年）是烟台、台北等地地方教会的长老，台湾众教会的主要负责同工之一。

## 生平
1915年，张晤晨是第五代基督徒，外祖父是循道公会牧师，且就读于教会学校，但是并不信有神。1935年夏天，在山东烟台李常受的客厅里，倪柝声向他传福音而接受信仰。1937年中日战争爆发，张晤晨参加抗日游击队，罹患眼疾和肺病。此后奉献传道。
1948年，张晤晨参加为期4个月的第一期鼓岭训练，得到倪柝声的帮助。1948年，中国政局巨变，原烟台教会的长老赵静怀、张晤晨、孙丰露、刘效良从青岛移居台湾。1949年初，南京教会的长老张郁岚也随政府迁到台湾。他们被倪柝声设立为台北教会的5位长老。同年，李常受来到台北，从8月开始大传福音，在福音游行时张晤晨身穿福音背心打鼓。聚会人数从年初不足100人猛增至年底的900人，几年内人数又增加到数万人。
1961年，李常受离开台湾到美国开展，张晤晨和张郁岚2人成为台湾众教会的主要负责同工，并曾前往东南亚、巴西等地工作。
1995年因病在美国加州去世。